# Miroslav Viazanko
Miroslav Viazanko (* 27. října 1981, Prešov) je slovenský fotbalový záložník, od září 2015 působí v klubu FO ŽP ŠPORT Podbrezová.
Velkou část kariéry strávil v klubu MFK Košice.

## Klubová kariéra
Svoji fotbalovou kariéru začal v 1. FC Tatran Prešov, kde se postupně přes mládežnické kategorie propracoval až do A-týmu. V roce 2007 přestoupil do MFK Košice. V sezóně 2013/14 vyhrál s Košicemi slovenský fotbalový pohár, ve finále jeho mužstvo porazilo ŠK Slovan Bratislava 2:1. Díky tomu si s týmem zahrál ve 2. předkole Evropské ligy UEFA 2014/15 proti FC Slovan Liberec. V Košicích se stal kapitánem mužstva.
Koncem září 2015 odešel z tehdy druholigových Košic do slovenského prvoligového klubu FO ŽP ŠPORT Podbrezová vedeným trenérem Markem Fabuľou, pod nímž působil i v MFK Košice.